# Cimetière du Bois-de-Vaux
Le cimetière du Bois-de-Vaux est le plus grand cimetière de Lausanne en Suisse. 

## Histoire
Le cimetière s’étend au lieu-dit Bois-de-Vaux sur le domaine d’une ancienne « campagne » dont l’histoire remonte au XVIIe siècle. Une maison de maîtres y a été bâtie vers 1770 sous le nom de « Fantaisie », édifiée peut-être sous la direction de l’architecte Rodolphe de Crousaz. En 1800, le domaine est vendu à l’architecte amateur Isaac-Augustin Joseph, à qui l’on doit la construction vers 1805 d’un nouvel édifice. De précoces fouilles archéologiques y sont conduites en 1804 sous la direction des architectes Henri Exchaquet et Jean-Abraham Fraisse, avec Marc-Antoine Cazenove d’Arlens. Ces travaux empiriques mettent au jour diverses antiquités romaines.
Dès 1817, le domaine appartient à la famille de Loys, qui revend en 1823 la partie orientale et méridionale à Jean-Henri Minutoli, baron, ancien lieutenant-général au service de la Prusse, et archéologue. Celui-ci transforme l’intérieur dans le style Empire.
Après la désaffectation en 1916 des cimetières lausannois de La Sallaz et de La Pontaise, on décide d'acquérir, à proximité du cimetière de Montoie, la plus grande partie du domaine du Bois-de-Vaux (sauf la maison de maître), pour y créer un cimetière lausannois unique, hors du périmètre urbain. Un concours d'architecture est organisé en 1919. Le cimetière est planifié et construit par Alphonse Laverrière entre 1922 et 1951, il est situé au sud de la ville et est inscrit comme bien culturel suisse d'importance nationale.
De nombreuses personnalités y reposent, dont Pierre de Coubertin (section 9, concession 153-154), Coco Chanel (section 9, concession 129-130-131), le lexicologue Paul Robert (section 9 concession 127), l'administrateur de la science Clemens Heller (section 9, concession 166-167), le voyant Alec Dahn, alias Marcel Schultz-Conchon (section 49), le chansonnier Pierre Dudan et les architectes Eugène Viollet-le-Duc (section 18, concession 101) et Alphonse Laverrière (section 1). L'actrice Lya Mara y a également été inhumée mais sa tombe est depuis désaffectée. Enterrée à sa mort au cimetière du Bois-de-Vaux, la dépouille de la reine mère Hélène de Roumanie est rapatriée en 2020 au monastère de Curtea de Argeș.

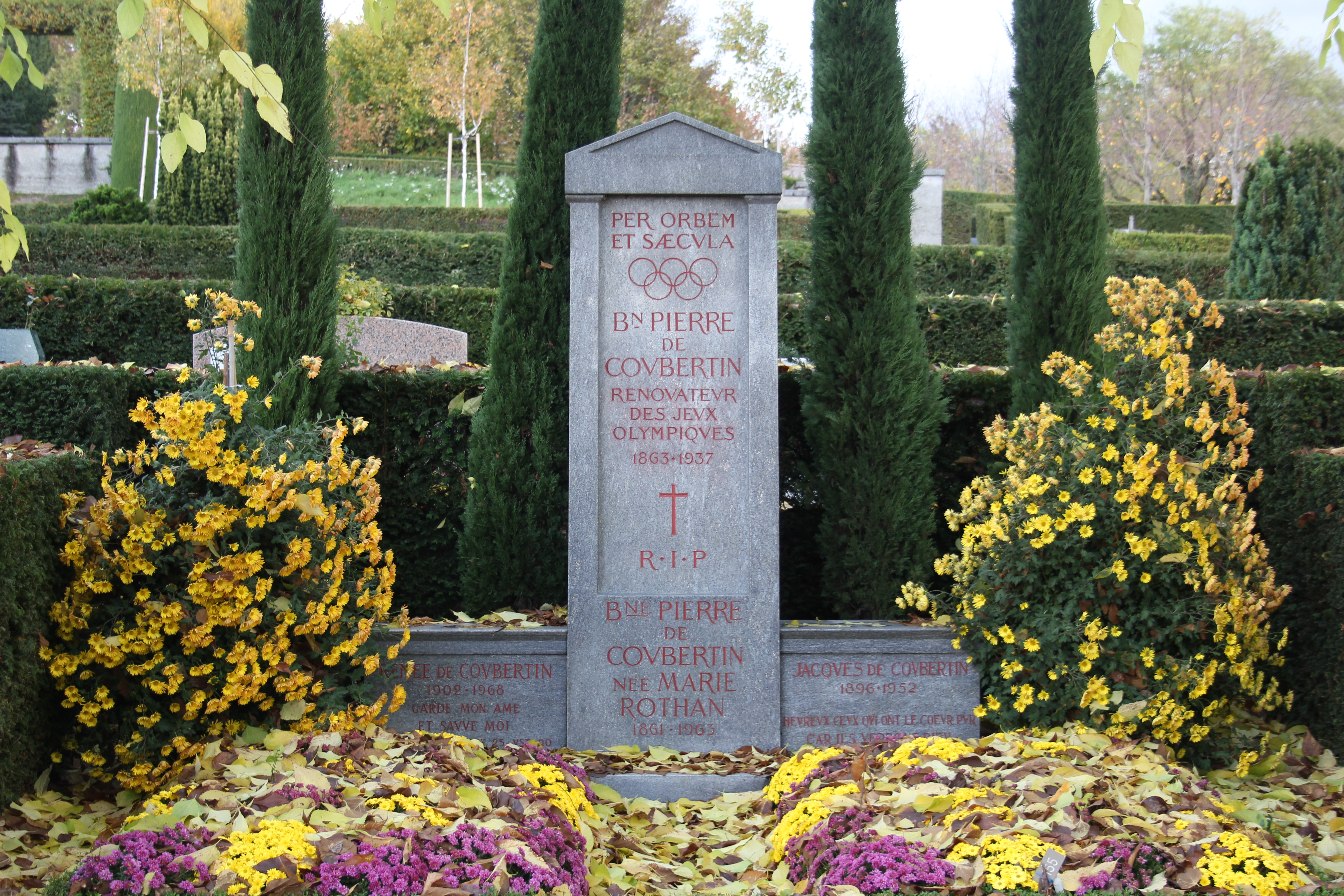
La tombe de Pierre de Coubertin.
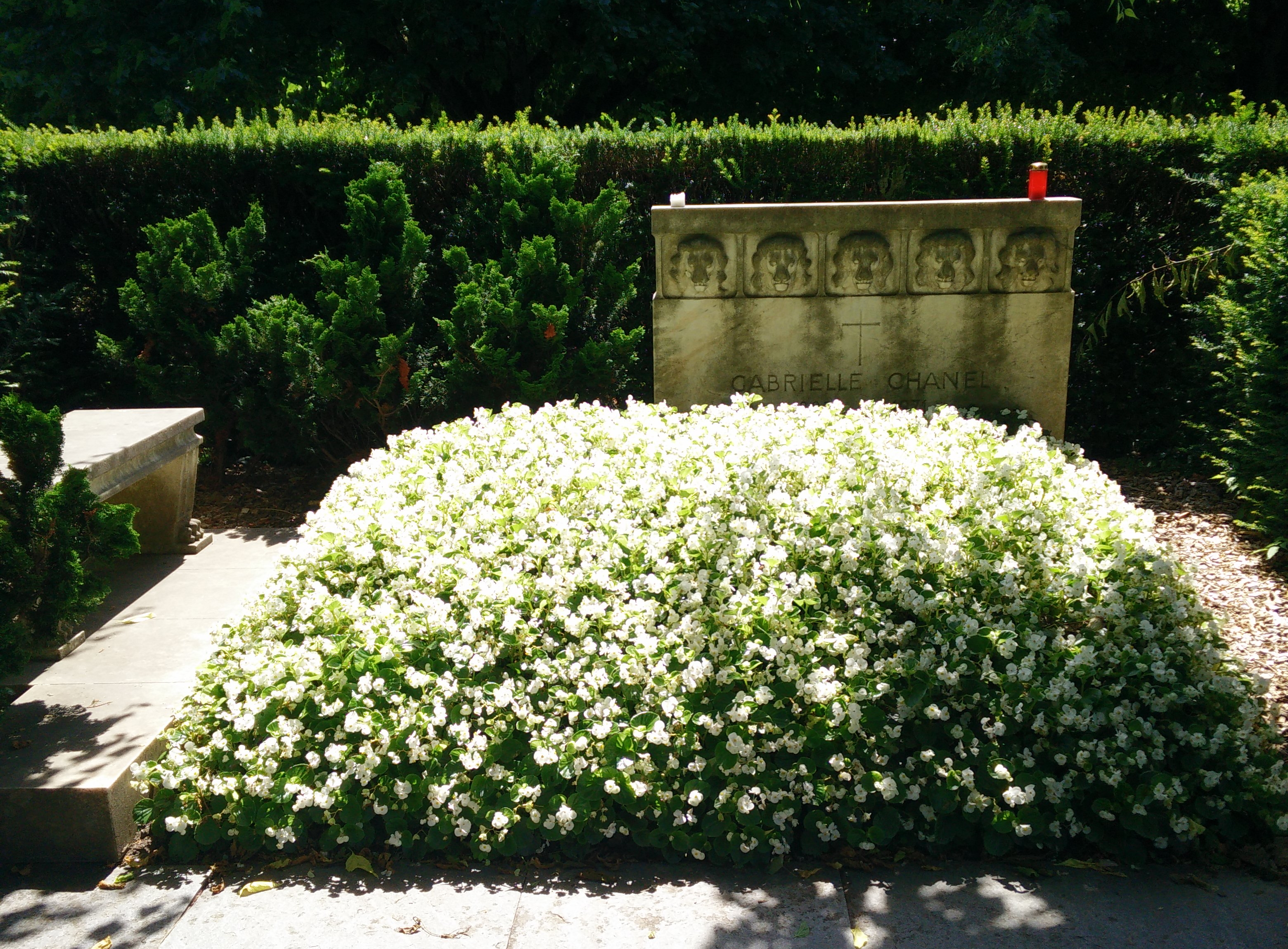
La tombe de Gabrielle Coco Chanel.
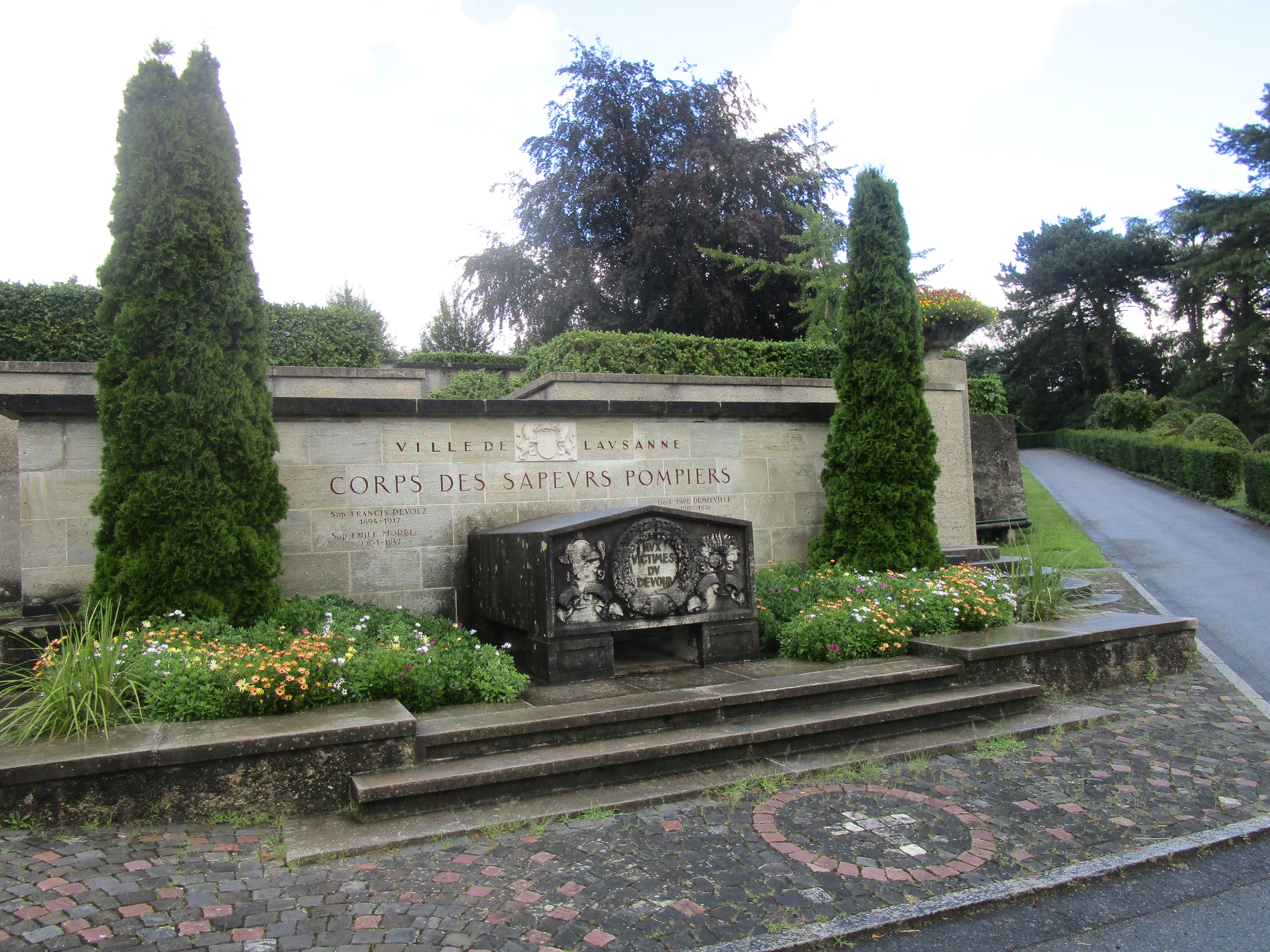
Le monument du corps des sapeurs-pompiers de la ville de Lausanne.